# Бехарестан
Бехареста́н, или Бахареста́н, или Бехриста́н, или Бахриста́н (перс. بهارستان‎) — город в центральном Иране, в провинции Исфахан. Входит в состав шахрестана  Исфахан. По данным переписи, на 2006 год население составляло 45 538 человек.
Бехарестан является одним из городов, построенных согласно плану, направленному на решение проблемы перенаселения Исфахана. Строительство началось в 1989 году.

## География
Город находится в южной части Исфахана, в гористой местности, на высоте 1605 метров над уровнем моря.
Бехарестан расположен на расстоянии приблизительно 20 километров к юго-востоку от Исфахана, административного центра провинции и на расстоянии 350 километров к югу от Тегерана, столицы страны.